# Coelorinchus dorsalis
Coelorinchus dorsalis es una especie de pez de la familia Macrouridae en el orden de los Gadiformes.

## Hábitat
Es un pez bentopelgicó y marino de aguas  tropicales.

## Distribución geográfica
Se encuentra al norte de Luzón (Filipinas ).